# Saint-Astier, Dordogne

Saint-Astier este o comună în departamentul Dordogne din sud-vestul Franței. În 2009 avea o populație de 5.436 de locuitori.

## Evoluția populației
| An        | 1975  | 1982  | 1990  | 1999  | 2006  | 2009  |
| --------- | ----- | ----- | ----- | ----- | ----- | ----- |
| Populație | 4.093 | 4.416 | 4.780 | 5.098 | 5.311 | 5.436 |